# Historia de dos ciudades (película de 1922)
Historia de dos ciudades es una adaptación cinematográfica de la celebérrima novela homónima de Charles Dickens en la que el escritor compara la racionalidad de su Inglaterra natal con la caótica Francia revolucionaria. No era la primera adaptación para la gran pantalla. Ya se habían realizado tres con anterioridad (1907, 1911 y 1917). 
Posteriormente, se realizó otra en el año 1935.
- Datos: Q4659956